# Bægerlav
Bægerlav (Cladonia) er en slægt af ofte mos-agtige laver i Bægerlav-familien (Cladoniacea). Slægten omfatter to morfologisk set forskellige grupper:
- Cladonia-gruppen: Den mest talrige, der også har givet navn til hele slægten, omfatter laver med bæger- eller skål-formede frugtlegemer, kaldet bægerlav eller ofte (ukorrekt) trompetlav
- Cladina-gruppen: Måttedannende laver, ofte kaldet rensdyr-lav

Begge grupper optræder ofte som pionerarter på næringsfattig (ofte ekstremt næringsfattig) bund, og er også meget tolerant overfor periodevis udtørring. De er særligt udbredte i helt åbent land, f.eks. på heden: De ses også i klitter, da nogle arter kan gro på rent sand. Forekomsten af bægerlav, ofte i store måtteformeded kolonier, er et definerende karaktertræk ved den grå klit.
På Grønland, i det nordlige Canada, det nordlige Skandinavien og det nordlige Rusland er rensdyrlaverne en primær fødekilde for rensdyr, og derfor af stor økonomisk betydning for folk med rensdyrhold, som f.eks. samer i Skandinavien eller Nenets i Rusland.